# Surrain
Surrain é uma comuna francesa na região administrativa da Normandia, no departamento Calvados. Estende-se por uma área de 7,24 km². Em 2010 a comuna tinha 158 habitantes (densidade: 21,8 hab./km²).